# هرخبی (دهانه)
هرخبی یک دهانه برخوردی در ماه‌ است.

## دهانه‌های اقماری
این دهانه ۶ دهانه اقماری دارد.
| Harkhebi | عرض جغرافیایی | طول جغرافیایی | قطر          |
| -------- | ------------- | ------------- | ------------ |
| H        | ۳۹.۳° N       | ۹۹.۸° E       | ۳۰.۰ کیلومتر |
| K        | ۳۵.۷° N       | ۱۰۰.۸° E      | ۲۷.۰ کیلومتر |
| J        | ۳۷.۴° N       | ۱۰۳.۴° E      | ۴۰.۰ کیلومتر |
| U        | ۴۰.۸° N       | ۹۷.۰° E       | ۱۸.۰ کیلومتر |
| T        | ۴۰.۱° N       | ۹۵.۷° E       | ۱۶.۰ کیلومتر |
| W        | ۴۳.۵° N       | ۹۵.۷° E       | ۱۷.۰ کیلومتر |